# Wang Na (Synchronschwimmerin)
Wang Na (chinesisch 王娜, Pinyin Wáng Nà; * 27. Januar 1984 in Langzhong) ist eine ehemalige chinesische Synchronschwimmerin.

## Erfolge
Wang Na nahm 2002 am Weltcup in Lausanne und 2003 an den Weltmeisterschaften in Barcelona teil, erreichte dort jedoch keine Podestplatzierungen. Bei den Olympischen Spielen 2004 in Athen ging Wang in der Mannschaftskonkurrenz an den Start und belegte in dieser mit Chen Yu, Gu Beibei, He Xiaochu, Hou Yingli, Hu Ni, Li Zhen und Zhang Xiaohuan mit 95,000 Punkten den sechsten Platz. Bei den Weltmeisterschaften 2005 in Montreal blieb sie anschließend ebenso ohne Medaillengewinn wie 2007 in Melbourne. Dazwischen sicherte sie sich bei den Asienspielen 2006 in Doha mit Gu Beibei, Jiang Tingting, Jiang Wenwen, Liu Ou, Sun Qiuting, Zhang Xiaohuan, Wu Yiwen und Zhu Zheng vor den Mannschaften Japans und Nordkoreas die Goldmedaille in der Mannschaftskonkurrenz.
Wangs zweite Olympiateilnahme folgte 2008 in Peking. Erneut trat sie im Mannschaftswettbewerb an. Sowohl im technischen als auch im freien Programm erzielten die Chinesinnen das drittbeste Resultat hinter den späteren Olympiasiegerinnen aus Russland und der spanischen Équipe, womit Wang gemeinsam mit Gu Beibei, Jiang Tingting, Jiang Wenwen, Luo Xi, Sun Qiuting, Zhang Xiaohuan und Huang Xuechen die Bronzemedaille gewann. Bei den Weltmeisterschaften 2009 in Rom gewann Wang mit der Mannschaft in der Kombination die Silbermedaille hinter Spanien. Im technischen und auch im freien Programm belegten die Chinesinnen jeweils hinter Russland und Spanien den dritten Platz. Ihre letzten internationalen Wettkämpfe bestritt sie ebenfalls 2009 bei der World Trophy in Montreal.